# Hobartius niger
Hobartius niger is een keversoort uit de familie Hobartiidae. De wetenschappelijke naam van de soort is voor het eerst geldig gepubliceerd in 1995 door Tomaszewska & Slipinski.